# 瀧澤市
瀧澤市（日语：／ Takizawa shi */?）是位於日本岩手縣中部的城市。西北部坐落著縣內最高峰岩手山，當地人口集中在東南邊鄰近盛岡市的市中心等地。由於瀧澤市距離縣廳所在地盛岡市相當近，當地於1960年代開始進行住宅開發，並發展成為盛岡市的通勤城鎮。現今瀧澤市的人口增長率在縣內位居第二，當地在對外通勤與就學上也相當依賴盛岡市。而因市內設有許多教育機構和國家級、縣等級的研究機構，因此當地也盛行產官學方面的合作。

## 地理
瀧澤市境內約74%的面積被山林與原野覆蓋，20.3%的土地為農業用地。西北部坐落著縣內最高峰岩手山，並向南延伸至轄區的中央地帶。市內也坐落著烏泊山、高峰山、沼森、中村森等山岳。北上川流經東部邊界並往南流，雫石川則流經南部邊界，並在東邊注入北上川。而金澤川、諸葛川、木賊川等河也流經轄區內。

### 氣候
根據統計，2023年瀧澤市的年均溫為12.5℃，年降雨量則約1786毫米。由於瀧澤市地處內陸地區，因此溫差相當大。當地夏季較涼爽且冬季嚴寒，冬季的降雪量較少。

## 歷史
瀧澤市自古時便有人類居住，市內的遺跡中曾出土繩紋時代早期至晚期的文物。日本實施律令制時，當地隸屬於陸奧國的岩手郡。平安時代，出任征夷大將軍的坂上田村麻呂東征蝦夷，並在瀧澤地區進行田地開發。弘仁2年（811年），日本朝廷於陸奧國設置和我、稗縫、斯波三郡，而當地與現今的盛岡市被認為處於斯波郡郡治的勢力範圍內。平安時代後期，瀧澤地區在前九年之役中作為其中一處戰場。
明治22年（1889年）日本實施町村制，並將瀧澤村、鵜飼村、大澤村、篠木村與大釜村合併成瀧澤村。平成12年（2000年）當地的人口數突破5萬人，至實施市制前是當時日本人口數最多的村行政區劃。平成26年（2014年），瀧澤村改制成現今的瀧澤市。
2011年3月11日的東日本大震災在瀧澤市引發震度7級的地震，並造成當地共207棟建築物損毀。

## 行政
現任市長武田哲於2022年11月在選舉中當選，其任期將持續至2026年11月。

## 人口
根據日本2020年的國勢調查統計，瀧澤市的總人口數為55,579人。雖然岩手縣的總人口數自2000年以後便逐年下滑，但瀧澤市是縣內少數人口增長率為正數的行政區劃。其人口增長率在岩手縣内排名第二，僅次於矢巾町。

## 經濟
根據日本2020年的國勢調查統計，瀧澤市的就業人口中有4.8%從事第一級產業，21.8%的就業人口從事第二級產業，其餘的73.4%則從事第三級產業。當地的農業以生產西瓜、蘋果和地瓜等農產品為主，而工業則以食品製造和生產用機械等產業為主。

## 教育
瀧澤市内共有9所小學校、6所中學校、2所高等學校與3座大學，其中設立在市內的大學分別為岩手縣立大學、盛岡大學和盛岡大學短期大學部。根據2023年5月的統計，市內的小學校共有3120名學生，中學校共有1635名學生，高等學校則共有1035名學生。

## 交通
國道4號、國道46號、國道282號與東北自動車道皆通過瀧澤市，其中東北自動車道分別在北部與中部設置瀧澤交流道與瀧澤中央智慧型交流道。鐵路方面，東日本旅客鐵道的田澤湖線與IGR岩手銀河鐵道的岩手銀河鐵道線皆通過瀧澤市。其中田澤湖線在南部地區設置小岩井站和大釜站，岩手銀河鐵道線則在東北部設置瀧澤站和巢子站。